# استفن هافمن
استفن هافمن (انگلیسی: Steffen Hofmann؛ زادهٔ ۹ سپتامبر ۱۹۸۰) بازیکن فوتبال اهل آلمان است.
از باشگاه‌هایی که در آن بازی کرده‌است می‌توان به باشگاه فوتبال بایرن مونیخ ۲، باشگاه فوتبال بایرن مونیخ، باشگاه فوتبال مونیخ ۱۸۶۰، و باشگاه فوتبال راپید وین اشاره کرد.
وی همچنین در تیم‌های ملی فوتبال جوانان آلمان، و جوانان آلمان، و جوانان آلمان، و Germany national football B team بازی کرده‌است.